# Contarinia catalpae
Contarinia catalpae är en tvåvingeart som först beskrevs av Comstock 1881.  Contarinia catalpae ingår i släktet Contarinia och familjen gallmyggor. Inga underarter finns listade i Catalogue of Life.